# Wladyslaw Omeltschenko
Wladyslaw Wiktorowytsch Omeltschenko (ukrainisch Владислав Вікторович Омельченко; * 24. September 1975 in Krywyj Rih, UkrSSR, Sowjetunion) ist ein ukrainischer Dartspieler.

## Karriere
Wladyslaw Omeltschenko, der hauptberuflich im Bergbau tätig ist, gab 2018 beim WDF Europe Cup sein internationales Debüt. Dort unterlag er dem Schweizer Andy Bless in der ersten Runde. Im Folgejahr konnte er beim WDF World Cup die dritte Runde erreichen.
Da aufgrund des Russisch-Ukrainischen Krieges – anders als in den Vorjahren – kein Qualifier der Euroasian Darts Corporation ausgespielt wurde, nahm Omeltschenko am ukrainischen Qualifikationsturnier der Professional Darts Corporation teil. Hier qualifizierte er sich durch seinen Sieg für die PDC World Darts Championship 2023 und wurde dadurch erster WM-Teilnehmer seines Landes. Er konnte bei seinem Auftritt zwar insgesamt drei Legs für sich entscheiden, eines davon mit einem 143er-High-Finish, unterlag aber dennoch seinem Kontrahenten Luke Woodhouse mit 0:3 in Sätzen.
Am 29. März 2023 verkündete die PDC, dass Omeltschenko einer von zwei Spielern sei, der die Ukraine beim World Cup of Darts 2023 vertreten würde. An der Seite von Ilja Pekaruk sorgte er schließlich am 16. Juni 2023 für das Debüt ihres Heimatlandes beim World Cup. Die beiden konnten jedoch sowohl gegen Brendan Dolan und Daryl Gurney aus Nordirland als auch gegen Jacques Labre und Thibault Tricole aus Frankreich kein Leg für sich entscheiden und schieden als Gruppendritte aus.
Ende September 2024 ging Omeltschenko beim WDF Europe Cup 2024 an den Start. Im Enzel gewann er dabei zwei Spiele, bevor er gegen Andreas Georgiou aus Zypern verlor. Im Doppel zogen Omeltschenko und sein Partner Denys Sennikov in die zweite Runde ein. Im Teamwettbewerb gewann die Ukraine zwei Spiele, schied aber dennoch in der Gruppenphase aus.

## Weltmeisterschaftsresultate

### PDC
- 2023: 1. Runde (0:3-Niederlage gegen  Luke Woodhouse)